# Bete-ombro

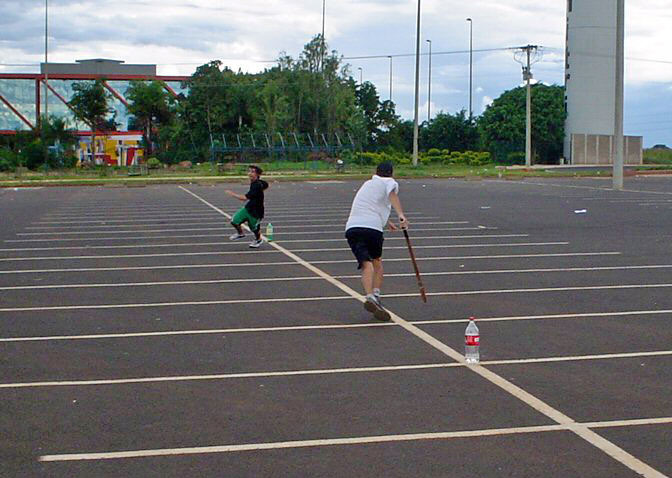
Fotografía de un juego de Bete-ombro.

El bete-ombro, también conocido como bete, bets, tacobol, bets-lombo, taco (bate) o juego de taco, es un deporte brasileño que desciende del críquet. El objetivo principal del juego para el equipo bateador es hacer puntos cruzando los tacos en medio del campo, mientras que el equipo lanzador intenta derrumbar uno de los blancos del equipo adversario, así intercambiándose de posición con el equipo lanzador. Existen varias versiones del origen del taco. Una es que el juego fue creado en Brasil durante el siglo XVIII; otra es que era practicado por ingleses de la Compañía de las Indias Occidentales, que jugaban críquet en el navío durante el viaje a través de los océanos. Un posible origen del nombre betes sería de la expresión "at bat". Para "bente-altas", como es llamado en partes de Minas Generales, la expresión sería derivada de "bat's out".

## El juego

### Equipamiento
Para jugar betes, son necesarios dos "tacos" (bates), dos blancos y un balón pequeño. Los tacos, también llamados bets, son generalmente hechos de madera y son planos, su tamaño varía, teniendo aproximadamente entre 70 y 80 cm de largo. Los blancos son constituidos de un trípode de madera que es fácilmente derrumbado con el impacto del balón. Popularmente los blancos de madera son sustituidas por botellas en caso de pérdida o desgaste del material. El balón es hecho de goma y tiene el tamaño próximo al del balón de tenis. Así como los blancos puede ser sustituidos por objetos cotidianos, el balón puede ser intercambiado por un balón de tenis o un "balón de media". No existe equipamiento de protección propio para este deporte.

### Campo
No existe tamaño patrón para el campo; se puede tener límites, pero no es necesario. Es común que el campo tenga dimensiones delimitadas por obstáculos físicos, que dificultarían el juego innecesariamente, como muros y ríos. El terreno del campo puede variar dependiendo de la localización, porque es común que el deporte está practicado en el césped, asfalto y arena.
En la región céntrica del campo se disponen las bases, distantes una de la otra. El campo está entre las bases, y normalmente es de entre 2 y 10 metros. En el centro de la base está colocado el blanco. Existen regiones donde está diseñado una circunferencia de 60 centímetros de diámetro en vuelta del blanco para indicar la base.

### Jugadores
Este juego se practica en parejas, con una deteniendo los tacos (los bateadores) y la otra el balón (los lanzadores). Cada bateador queda posicionado cerca de un blanco, con el taco tocando el suelo dentro de la base. Esta posición es referenciada como "taco en el suelo". Los lanzadores se posicionan fuera del espacio entre las bases, normalmente atrás de los blancos. Ellos pueden entrar en el espacio entre las bases para coger el balón, pero los lanzamientos deben siempre ser efectuados detrás de la base de su lado del campo.

### Desarrollo del juego
La pareja de lanzadores tiene el objetivo de derrumbar el blanco del lado opuesto del campo a través del lanzamiento del balón. Al conseguir derrumbar el blanco adversario, se alternan los papeles, los lanzadores se hacen bateadores, y los bateadores se hacen lanzadores.
La pareja de bateadores busca defender el blanco de los lanzamientos adversarios, pudiendo rebatir el balón lo más lejos posible. Cuando el balón está rebatido, uno de los lanzadores debe coger el balón y volver para atrás del blanco, continuando el juego. Durante el tiempo en que la pareja adversaria corre atrás del balón, la pareja de bateadores puede alternar de lado en el campo, batiendo los tacos en medio del campo, para marcar el punto, y encostando el taco en la base opuesta. Puede repetirse el proceso hasta que un lanzador vuelva para tras del blanco con el balón. Si los lanzadores llegan antes de los bateadores en la base, pueden intentar alcanzar el blanco con el balón.

## Reglas
Las reglas más usuales son:
1. Mientras que un bateador mantenga el taco colocado en el área de la base, la base está "protegida", impidiendo que el lanzador que está atrás de la base derrumbe este blanco. Quitar el taco del área de la base mientras que el balón no sea lanzado permite que el lanzador derrumbe el blanco de su propio lado del campo usando el balón.[2]
2. Cuando los lanzadores derrumban el blanco, el juego para, y los equipos intercambian los papeles.
3. El juego acaba cuando una de las parejas consigue marcar un determinado número de puntos, y cruzar los tacos en medio del campo. La cuenta final es generalmente de 10 puntos, o 5 puntos para juegos más cortos. En algunas regiones cada punto o carrera equivale a 2 o 10 puntos y el puntaje necesario para la victoria sube para 12 o 24 y 100 puntos.
4. Se puede quitar el taco del suelo después de pedir licencia para realizar esa acción.
5. Cuando el jugador coge el balón en lo alto sin que ella bote en el suelo, los adversarios pierden el taco o pierden el juego (dependiendo de las reglas combinadas).
6. Regla de la Victoria. La regla consiste en coger el balón rebatido en el aire y da victoria automática a la pareja de lanzadores.[3]
7. Si el balón rebatido cae en un lugar de acceso difícil (patio de edificio con portón trancado o con perro o aún terreno baldío con mato cerrado), la pareja de bateadores solo podrá marcar puntos hasta que la otra doble grite "patio" o "bolinha perdida" (balón perdido) y haya, claro, común acuerdo en cuanto a la dificultad de acceso. En general, cuando el balón está aislado a un lugar de difícil acceso, la pareja de bateadores gana puntos adicionales a causa de la interrupción o incluso se decreta su victoria.

## En la cultura
Una expresión común en el estado de Paraná es "largar os betes" o "entregar os betes", que significa desistir de algo o indignación. Por ejemplo (traducido al español): "Si Tropa de élite no gana el Oscar, bueno, ahí yo largo los betes."

## La plaquita
Un juego similar a bets es "la plaquita" o "la placa", que se juega en la República Dominicana.